# 拟表型
拟表型又稱表型模写，是指生物受環境因素影響其某一性狀發生改變。此種情況並非突变，因為它不具有遺傳性。舉例來說，19世纪中叶以前的桦尺蛾都是灰色的。工業革命後，因為桦尺蛾栖息的环境变成黑色，桦尺蛾也逐漸變成黑色。